# Гладьо Михайло Йосипович
Михайло Йосипович Гладьо (нар. 5 квітня 1961, с. Туради, Жидачівський район, Львівська область) — радянський і український футболіст, воротар.
Виступав за команди «Карпати» (Львів), «Спартак» (Самбір), «Промінь» (Воля-Баранецька), «Електрон» (Мостиська), «Вишня» (Судова Вишня).